# Prix de Tonnac-Villeneuve
Prix de Tonnac-Villeneuve är ett travlopp för fyraåriga hingstar och ston som äger rum samma dag som Prix de l'Atlantique. Loppet körs på Hippodrome d'Enghien-Soisy i Enghien-les-Bains norr om Paris i Frankrike varje år i mitten av april. Det är ett Grupp 2-lopp. 
Loppet körs sedan 2022 över 2875 meter tidigare kördes det över 2175 meter eller 2700 meter på stora banan på Vincennes, med voltstart. Den samlade prissumman är 120 000 euro, och 54 000 euro i första pris.
Löpningsrekordet i loppet har hästen Prince d'Espace som kördes av kusken Jean-Michel Bazire som vann på tiden 1'11''7.
Vid 2019 års upplaga skrällvann hästen Falcao de Laurma över storfavoriten Face Time Bourbon som då kördes av den svenske kusken Björn Goop.

## Vinnare
| År   | Häst               | Far                 | Kusk                     | Tränare                 | Distans | Tid/km |
| ---- | ------------------ | ------------------- | ------------------------ | ----------------------- | ------- | ------ |
| 2025 | Learn To Fly       | Uriel Speed         | Éric Raffin              | Frédéric Senet          | 2 875 m | 1'13"5 |
| 2024 | Koctel du Dain     | Boccador de Simm    | David Thomain            | Philippe Allaire        | 2 875 m | 1'13"9 |
| 2023 | Just A Gigolo      | Boccador de Simm    | Franck Nivard            | Philippe Allaire        | 2 875 m | 1'15"0 |
| 2022 | Idao de Tillard    | Severino            | Clément Duvaldestin      | Thierry Duvaldestin     | 2 875 m | 1'12"5 |
| 2021 | Hohneck            | Royal Dream         | Franck Nivard            | Philippe Allaire        | 2 700 m | 1'13"4 |
| 2020 | Green Grass        | Bold Eagle          | Mathieu Mottier          | Sébastien Guarato       | 2 700 m | 1'14"1 |
| 2019 | Falcao de Laurma   | Uniclove            | Anthony Barrier          | Thierry Duvaldestin     | 2 175 m | 1'12"1 |
| 2018 | Erminig d'Oliverie | Scipion du Goutier  | Franck Nivard            | Franck Leblanc          | 2 175 m | 1'13"4 |
| 2017 | Doberman           | Prodigious          | Franck Nivard            | Franck Nivard           | 2 175 m | 1'12"1 |
| 2016 | Cahal des Rioults  | Password            | Jean-Philippe Monclin    | Philippe Allaire        | 2 175 m | 1'13"5 |
| 2015 | Billie de Montfort | Jasmin de Flore     | Franck Nivard            | Sébastien Guarato       | 2 175 m | 1'12"9 |
| 2014 | Akim du Cap Vert   | First de Retz       | Franck Anne              | Franck Anne             | 2 175 m | 1'13"0 |
| 2013 | Village Mystic     | Love You            | Louis Baudron            | Louis Baudron           | 2 175 m | 1'12"2 |
| 2012 | Unique Quick       | Prince d'Espace     | Franck Leblanc           | Franck Leblanc          | 2 175 m | 1'12"7 |
| 2011 | The Best Madrik    | Coktail Jet         | Jean-Étienne Dubois      | Jean-Étienne Dubois     | 2 175 m | 1'13"8 |
| 2010 | Saxo de Vandel     | Coktail Jet         | Eric Raffin              | Thierry Duvaldestin     | 2 175 m | 1'15"9 |
| 2009 | Ready Cash         | Indy de Vive        | Bernard Piton            | Philippe Allaire        | 2 175 m | 1'12"5 |
| 2008 | Qualmio de Vandel  | Gobernador          | Franck Nivard            | Thierry Duvaldestin     | 2 175 m | 1'14"3 |
| 2007 | Prince d'Espace    | Himo Josselyn       | Jean-Michel Bazire       | Sébastien Guarato       | 2 175 m | 1'11"7 |
| 2006 | Orlando Vici       | Quadrophenio        | Jean-Michel Bazire       | Fabrice Souloy          | 2 175 m | 1'14"3 |
| 2005 | Nikita du Rib      | Hulk des Champs     | Jean-Loïc-Claude Dersoir | Joël Hallais            | 2 175 m | 1'14"  |
| 2004 | Meaulnes du Corta  | Voici du Niel       | Jean-Michel Bazire       | Laurent-Claude Abrivard | 2 175 m | 1'13"9 |
| 2003 | Ludo de Castelle   | Cygnus d'Odyssée    | Jean-Michel Bazire       | Jean-Luc Bigeon         | 2 175 m | 1'17"5 |
| 2002 | Kaizer Soze        | And Arifant         | Joël Hallais             | Joël Hallais            | 2 175 m | 1'14"5 |
| 2001 | Jalencia           | Cezio Josselyn      | Christophe Martens       | Alphonse Vanberghen     | 2 175 m | 1'14"4 |
| 2000 | Install            | Buvetier d'Aunou    | Fabrice Souloy           | Fabrice Souloy          | 2 175 m | 1'14"9 |
| 1999 | Hand du Vivier     | And Arifant         | Jean-Pierre Thomain      | Jean-Yves Lecuyer       | 2 175 m | 1'14"6 |
| 1998 | Goetmals Wood      | And Arifant         | Jean-Pierre Dubois       | Jean-Pierre Dubois      | 2 175 m | 1'15"4 |
| 1997 | Fleuron Perrine    | Ténor de Baune      | Jean-Baptiste Bossuet    | Jean-Baptiste Bossuet   | 2 175 m | 1'19"3 |
| 1996 | Extrême Dream      | Quito de Talonay    | Anders Lindqvist         | Jean-Pierre Dubois      | 2 175 m | 1'19"  |
| 1995 | Don Giovanni       | Ulf d'Ombrée        | Jean-Philippe Dubois     | Jean-Philippe Dubois    | 2 800 m | 1'19"6 |
| 1994 | Capitole           | Passionnant         | Bernard Oger             | Léopold Verroken        | 2 800 m | 1'18"6 |
| 1993 | Bon Vivant         | Rainbow Runner      | Jean-Pierre Dubois       | Jean-Pierre Dubois      | 2 800 m | 1'17"7 |
| 1992 | Agrippa Mesloise   | Passionnant         | Ghislain Fontenay        | Ghislain Fontenay       | 2 650 m | 1'20"2 |
| 1991 | Verdict Gédé       | Kagino              | Jean-Claude Hallais      | Jean-Claude Hallais     | 2 650 m | 1'18"  |
| 1990 | Ulf d'Ombrée       | Kimberland          | Jean-Claude Hallais      | Jacky Béthouart         | 2 650 m | 1'20"2 |
| 1989 | Taxe de Vrie       | Fruit Rose          | Roger Baudron            | Roger Baudron           | 2 650 m | 1'20"1 |
| 1988 | Sabre d'Avril      | Hadol du Vivier     | Jean-Pierre Viel         | Jean-Pierre Viel        | 2 650 m | 1'19"8 |
| 1987 | Ruanito d'Arc      | Dianthus            | Ulf Nordin               | Ulf Nordin              | 2 675 m | 1'17"9 |
| 1986 | Quadrophenio       | Dekeel              | Daniel Béthouart         | Daniel Béthouart        | 2 650 m | 1'21"4 |
| 1985 | Pélican du Pont    | Fruit Rose          | Jean-Yves Rayon          | Albert Rayon            | 2 650 m | 1'22"1 |
| 1984 | Oligo              | Ersin               | Joël Hallais             | Joël Hallais            | 2 600 m | 1'20"9 |
| 1983 | Nodesso            | Quioco              | Bernard Bedeloup         | Bernard Bedeloup        | 2 600 m | 1'19"9 |
| 1982 | Moscantido         | Toscan              | Gérard Mottier           | Gérard Mottier          | 2 600 m | 1'20"4 |
| 1981 | Levorino           | Kerjacques          | Stig Engberg             | Stig Engberg            | 2 600 m | 1'20"8 |
| 1980 | Kivien             | Tony M - Uniflore D | Jean-Claude Hallais      | Jean-Claude Hallais     | 2 600 m | 1'22"  |
| 1979 | Jorky              | Kerjacques          | Léopold Verroken         | Léopold Verroken        | 2 600 m | 1'21"5 |
| 1978 | Idéal du Gazeau    | Alexis III          | Eugène Lefèvre           | Eugène Lefèvre          | 2 600 m | 1'19"5 |
| 1977 | Hadol du Vivier    | Mitsouko            | Jean-René Gougeon        | Henri Levesque          | 2 600 m | 1'20"9 |
| 1976 | Graine au Vent     | Patara              | Michel Roussel           |                         | 2 600 m | 1'21"8 |
| 1975 | Fakir du Vivier    | Sabi Pas            | Michel-Marcel Gougeon    |                         | 2 600 m | 1'19"6 |
| 1974 | Ebbon              | Mick Ann            | Jan Kruithof             |                         | 2 600 m | 1'20"2 |
| 1973 | Dimitria           | Mario               | Léopold Verroken         |                         | 2 600 m | 1'22"3 |
| 1972 | Comte d'Orange     | Jour de Veine       | Gaston Peltier           |                         | 2 600 m | 1'21"3 |
| 1971 | Bill D             | Kerjacques          | André-Louis Dreux        |                         | 2 600 m |        |
| 1970 | Aigle Noir         | Mario               | Pierre Giffard           |                         | 2 600 m | 1'20"9 |